# William Maynard
William Maynard (Londra, 18 marzo 1853 – Durham, 2 settembre 1921) è stato un calciatore inglese, di ruolo attaccante, che prese parte alla prima partita internazionale riconosciuta ufficialmente.

## Biografia
Suo figlio Alfred rappresenta la Nazionale inglese di rugby e in seguito viene ucciso durante la prima guerra mondiale.

## Carriera
A Glasgow, durante Scozia-Inghilterra del 30 novembre 1872 Maynard partì inizialmente come attaccante ma durante la sfida sostituì il portiere Robert Barker in porta, riuscendo a mantenere la rete inviolata. A 19 anni e 157 giorni Maynard è stato il più giovane calciatore della Nazionale inglese. Alla sua seconda presenza internazionale gioca come ala sinistra in un 3-0 subito a Glasgow nel 1876, contro la Scozia.